# Favia rotumana
Favia rotumana är en korallart som först beskrevs av Gardiner 1899.  Favia rotumana ingår i släktet Favia och familjen Faviidae. IUCN kategoriserar arten globalt som livskraftig. Inga underarter finns listade i Catalogue of Life.